# Tayla Pereira dos Santos
Tayla Carolina Pereira dos Santos (Mongaguá, 9 maggio 1992) è una calciatrice brasiliana, difensore del Santos e della nazionale brasiliana.

## Carriera

### Club
Tayla entra a far parte del Santos nel 2008 dopo aver superato uno stage. Successivamente gioca per tre stagioni nel Foz Cataratas prima di passare al Ferroviária insieme ad altre tre compagne di squadra.
Nelle stagioni successive gioca per Centro Olímpico e Iranduba prima di fare rientro al Santos dove gioca 16 partite nell'arco di due stagioni.
Il 14 gennaio 2019 viene acquistata dal Benfica con cui conquista la promozione in massima divisione al termine della stagione.
Nel gennaio 2020 è tornata al Santos.

### Nazionale
Nel 2012 con la Nazionale Under-20 ha preso parte al Mondiale ed al Campionato sudamericano di categoria.
Ha ricevuto la prima convocazione dalla nazionale brasiliana nel novembre 2013 in occasione di un'amichevole contro gli Stati Uniti. L'11 giugno 2014 ha esordito disputando l'amichevole pareggiata 0-0 contro la Francia.

## Palmarès

### Club

#### Competizioni statali
- Campionato Paranaense: 3

Foz Cataratas: 2010, 2011, 2012
- Campionato Paulista: 1

Santos: 2018

#### Competizioni nazionali
- Campeonato Brasileiro Série A Feminino: 1

Santos: 2017
- Copa do Brasil: 3

Santos: 2008, 2009
Foz Cataratas: 2011
- Campeonato Nacional II Divisão: 1

Benfica: 2018-2019
- Taça de Portugal: 1

Benfica: 2018-2019

#### Competizioni internazionali
- Coppa Libertadores

Santos: 2009

### Nazionale

#### Competizioni giovanili
- Campionato sudamericano Under-20: 1

2018

#### Competizioni maggiori
- Campionato sudamericano femminile di calcio: 1

2014